# Eulálie z Méridy
Svatá Eulálie z Méridy je panna a mučednice, která byla pro víru v Krista popravena na počátku 4. století v Méridě. Její památka se slaví v katolické církvi 10. prosince.

## Život

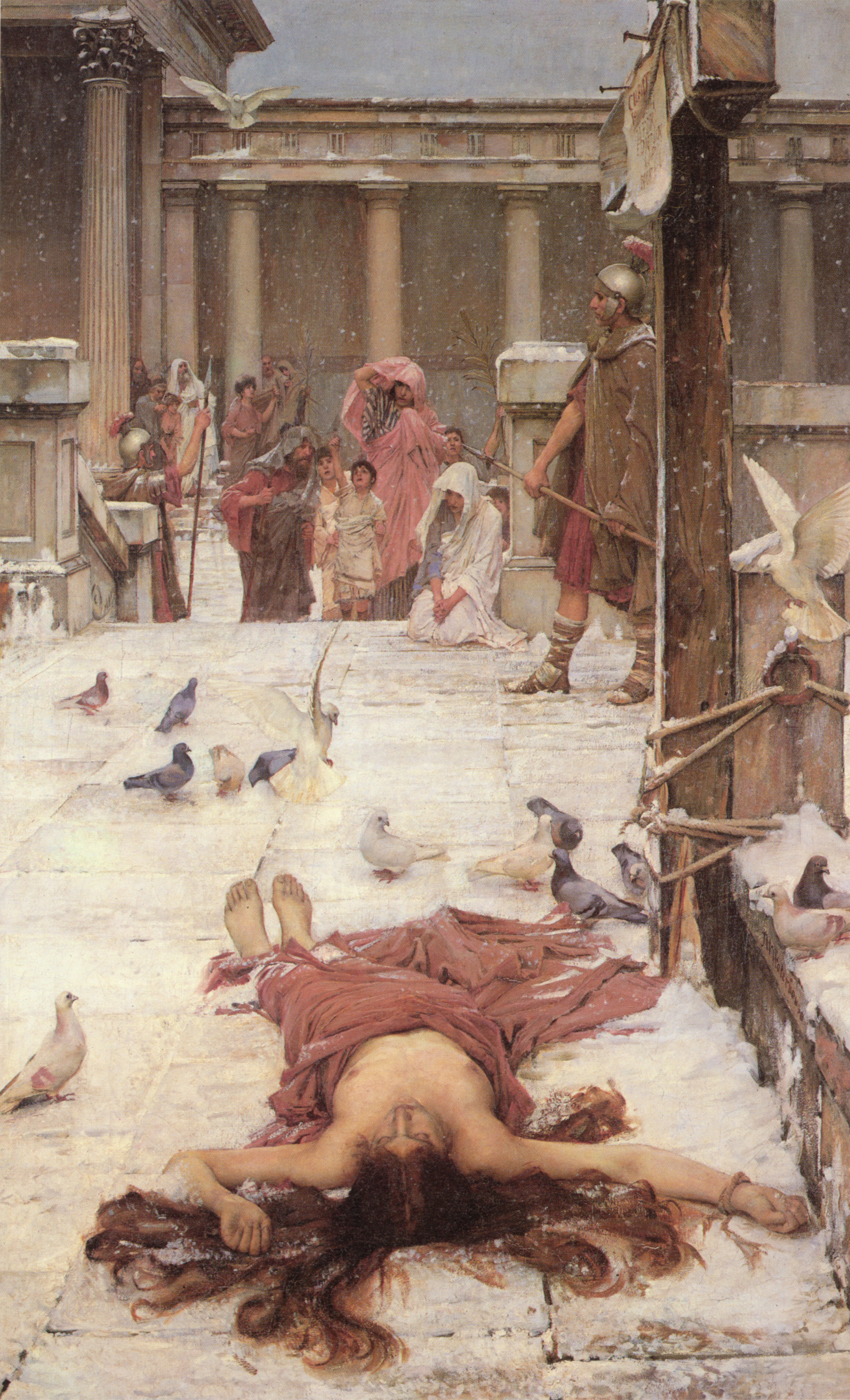
Obraz

Svatá Eulálie se narodila roku 292 v Méridě. Bohabojní rodiče vychovávali dceru v křesťanské víře a Eulálie byla již v dětství vzorem nevinnosti, čistoty a mravnosti. Ač byla urozeného původu, netěšily ji šperky ani zábavy světské, nýbrž toužila po věcech nebeských. Žila v době, kdy za panování císaře Diocleciána a jeho spoluvladaře Maximiana probíhalo pronásledování křesťanů, a její matka se obávala, aby se Eulálie z náboženské horlivosti sama nevydala pronásledovatelům. Proto se s ní odebrala na odlehlý venkovský statek.
Pronásledování křesťanů však neustávalo a Eulálie žasla nad odvahou mnohých věřících, kteří šli raději na smrt, než by zapřeli křesťanskou víru. Svatá panna stále více toužila po tom, aby také ona mohla zemřít pro Krista. Když jí bylo 12 let, opustila jednoho dne tajně v noci venkovské sídlo a vydala se do Méridy.
Dostala se tam ráno, právě když císařův náměstek Dacián zasedl k soudu. Protlačila se před soudnou stolici a vyznala, že je křesťankou. Vladař se nejprve pokoušel odvrátit Eulálii od Krista laskavými sliby a strašnými hrozbami. Zřekne-li se křesťanské víry, může prožít život plný rozkoší a radovánek; bude-li však neústupná, čeká ji strašné utrpení a potupná smrt. A aby svému domlouvání dodal většího důrazu, kázal přinést rozličná mučidla a postavit je před oči svaté panny.
Dívka poslouchala tiše a neodpověděla slovy, ale činem. Přistoupila k obrazu pohanské modly, který tam visel, strhla ho ze zdi a rozšlapala ho nohama; rozbila též kaditelnici a jiné nádoby obětní. Poté ji Dacián vydal pochopům, kteří jí ostrými železnými háky rozedřeli prsy a boky, takže byla celá zalita krví.
Básník Prudentius, který složil ke cti sv. Eulálie hymnus, líčí, že dívka při mučení takto prozpěvovala:

„Ajhle, Pane, Tebe ve mne píší;

ráda čtu to písmo o Ježíši;

vítězství a svaté jméno Tvoje

proudem slaví nachová krev moje!"
To rozzuřilo katany ještě více, a proto strkali do jejích otevřených ran hořící pochodně. Když ani to dívku neoblomilo, odsoudil ji Dacián k smrti. Dle podání byla svatá Eulálie upálena v pekařské peci, a to dne 10. prosince 304. Náhle napadlý sníh zakryl zbytky jejího panenského těla před očima pohanů.

## Úcta
Křesťané s úctou pochovali ostatky svaté mučednice. Jakmile ustalo pronásledování, vystavěli v Méridě nad hrobem svaté panny nádherný kostel, u něhož měl své sídlo biskup. O svaté Eulálii z Méridy a o zázracích, které se staly na její přímluvu, podali zprávy sv. Řehoř z Tours, Venantius Fortunatus, sv. Isidor ze Sevilly a jiní.
Kult sv. Eulálie se rozšířil i do Francie a částí Afriky. Je patronkou cestujících, šestinedělek, nemocných úplavicí a je vzývána při neštěstí. V katolické církvi se její památka připomíná 10. prosince. Bývá zobrazována jako mučednice, např. na ohnivém lůžku. Jejími atributy jsou koruna, kříž, lilie, kniha, palma, holubice, pekařská pec.